# Schwärzermühle (Schmidgaden)
Schwärzermühle ist ein Ortsteil der Gemeinde Schmidgaden im Landkreis Schwandorf des Regierungsbezirks Oberpfalz im Freistaat Bayern.

## Geografie
Die Schwärzermühle liegt 3 Kilometer nordwestlich von Schmidgaden an der Bundesautobahn 6.
Sie liegt am Ufer des Schwärzerbaches, der in seinem Oberlauf etwa bis zur Schwärzermühle den Namen Grimmerbach trägt.
Dieser Bach bildet das enge Magdalenental zwischen dem 631 Meter hohen Friedrichsberg im Westen und dem 556 Meter hohen Grafenberg im Osten. Die Umgebung von Schwärzermühle ist von Quellen und Bächen geprägt, deren Wasser in zahlreichen Fischweihern genutzt wird.

## Geschichte
Schwärzermühle (auch: Schwägermühle, Schwärzermühl) wurde im Allgemeinen mit Trisching zusammen veranlagt. Eine Mühle zu Trisching wird bereits im 16. Jahrhundert erwähnt. Namentlich wird Schwärzermühle 1808 als Mühle zu Trisching gehörig aufgeführt. Sie war eine Mühle mit 2 Gängen, Schätzwert 360 Gulden. Ihre Inhaber waren 1808 Michael Strobl, später Georg Schartl.
1808 begann in Folge des Organischen Ediktes des Innenministers Maximilian von Montgelas in Bayern die Bildung von Gemeinden. Dabei wurde das Landgericht Nabburg zunächst in landgerichtische Obmannschaften geteilt. Schwärzermühle kam zur Obmannschaft Trisching. Zur Obmannschaft Trisching gehörten: Trisching, Schmidgaden, Hartenricht und Schwärzermühle.
Dann wurden 1811 in Bayern Steuerdistrikte gebildet. Dabei kam Schwärzermühle zum Steuerdistrikt Trisching. Der Steuerdistrikt Trisching bestand aus Trisching, der Einöde Schwärzermühle und den königlichen Waldungen Fichtenschlag und Ebenholz. Er hatte 44 Häuser, 292 Seelen, 300 Morgen Äcker, 65 Morgen Wiesen, 230 Morgen Holz, 2 Weiher, 12 Morgen öde Gründe und Wege, 3 Pferde, 70 Ochsen, 40 Kühe, 72 Stück Jungvieh, 120 Schafe und 30 Schweine.
Schließlich wurde 1818 mit dem Zweiten Gemeindeedikt die übertriebene Zentralisierung weitgehend rückgängig gemacht und es wurden relativ selbständige Landgemeinden mit eigenem Vermögen gebildet, über das sie frei verfügen konnten. Hierbei kam Schwärzermühle zur Ruralgemeinde Trisching. Die Gemeinde Trisching bestand aus den Ortschaften Trisching mit 46 Familien und Schwärzermühle mit 1 Familie.
Im Januar 1972 wurde die Gemeinde Trisching in die Gemeinde Schmidgaden eingegliedert.
Schwärzermühle gehörte zur Filialkirche Trisching der Pfarrei Schmidgaden im Dekanat Nabburg. 1997 wurde die Schwärzermühle nicht mehr gesondert aufgeführt, sondern als Teil von Trisching.

## Einwohnerentwicklung ab 1819
| Jahr | Einwohner | Gebäude |
| ---- | --------- | ------- |
| 1819 | 1 Familie | k. A.   |
| 1828 | 7         | 1       |
| 1838 | 7         | 1       |
| 1864 | 12        | 3       |
| 1875 | 11        | 4       |
| 1885 | 8         | 2       |
| 1900 | 6         | 1       |
| 1913 | 9         | 1       |

| Jahr | Einwohner | Gebäude |
| ---- | --------- | ------- |
| 1925 | 12        | 1       |
| 1950 | 13        | 2       |
| 1961 | 20        | 3       |
| 1964 | 20        | 3       |
| 1970 | 24        | k. A.   |
| 1987 | 0         | 0       |
| 2011 | 0         | k. A.   |

## Tourismus
Bei der Schwärzermühle gibt es ein altes Mühlrad und eine etwa 300 Jahre alte Sommerlinde. Von der Schwärzermühle aus führt nach Norden der Schwärzermühlweg unter der Autobahn hindurch. Richtung Nordwesten führt dann ein Weg an den Schwärzermühlweihern entlang zum Magdalenental. Am Schwärzerbach, der hier Grimmerbach heißt, entlang gelangt der Wanderer durch das enge Magdalenental zur Magdalena-Kapelle. Weiter Richtung Nordwesten am Bach entlang wandernd erreicht er schließlich südöstlich von Bärnmühle den Karl-Krampol-Weg.